# Sobór św. Mikołaja w Sremskich Karlovcach
Sobór św. Mikołaja – prawosławny sobór w Sremskich Karlovcach, w latach 1762–1920 katedra metropolii karłowickiej, autokefalicznej Cerkwi obejmującej etnicznie serbskie struktury prawosławne w Austrii, a następnie Austro-Węgrzech. 

## Historia
Budowę soboru rozpoczął w 1758 metropolita karłowicki Paweł, postanawiając wznieść go na miejscu starszej serbskiej cerkwi. Plany budowli opracowano w Wiedniu, zaś budową kierowali Kosta Cincarin i niemiecki budowniczy Johannes. Cerkiew została ukończona w ciągu czterech lat. W 1799 była gruntownie remontowana po pożarze, natomiast w 1909 wprowadzono zmiany w wyglądzie fasad na podstawie rysunków Vladimira Nikolicia. Zmieniło to czysto barokowy styl z pierwszego okresu istnienia cerkwi na eklektyczny, z elementami neoklasycyzmu. 
Ikony do ikonostasu w świątyni wykonali po 1760 Jakov Orfelin i Teodor Kračun. Pierwszy z nich napisał ikony na wrotach carskich i diakońskich oraz ikony świąteczne, drugi – pozostałe wizerunki. Ikonostas uważa się za szczytowe osiągnięcie sztuki barokowej Serbów wojwodińskich.
Szczególnym kultem w cerkwi otaczana jest Bezdińska Ikona Matki Bożej oraz cząstka relikwii św. Arseniusza Sremskiego.

## Architektura
Sobór św. Mikołaja reprezentuje styl barokowy z elementami neoklasycystycznymi. Jest budowlą jednonawową, z dwuwieżową fasadą zachodnią (obie wieże pełnią funkcje dzwonnic) i zamkniętym półokrągłą absydą pomieszczeniem ołtarzowym od wschodu.